# John van de Langenberg
Johannes Hendricus Gerardus (John) van de Langenberg (Amsterdam, 1951) is een Nederlands politicus van de PvdA.
Hij is afgestudeerd in de rechten en van 1967 tot 1973 diende hij als beroepsmilitair bij de Koninklijke Marine in Den Helder. Daarna was hij als ambtenaar werkzaam in de gemeenten Heerhugowaard, Den Ham en Den Helder. Rond 1980 ging Langenberg werken op het Provinsjehûs in Leeuwarden en drie jaar later maakte hij de overstap naar de gemeente Bellingwedde waar hij in 1984 gemeentesecretaris K.H. Homan opvolgde. In mei 1987 werd Langenberg benoemd tot burgemeester van Vlieland en in mei 1993 volgde zijn benoeming tot burgemeester van Schagen. In juni 2001 gaf hij die functie op om voorzitter te worden van het ROC Horizon College. Daar bleef hij tot januari 2016.